# Stenomacrus inferior
Stenomacrus inferior är en stekelart som beskrevs av Aubert 1981. Stenomacrus inferior ingår i släktet Stenomacrus och familjen brokparasitsteklar. Inga underarter finns listade i Catalogue of Life.